# El mar de la fertilidad (álbum de La Unión)
Décimo álbum de estudio del grupo español La Unión, lanzado comercialmente el 22 de abril de 2002. Grabado entre noviembre de 2001 y marzo de 2002 en Madrid, las canciones fueron mezcladas entre Londres y Madrid, y masterizado en Milán.

El título del álbum está extraído de una cita del escritor japonés Yukio Mishima.
"Dividí mi vida en cuatro ríos: el río de los libros, el río del teatro, el río del cuerpo y el río de la acción, y esos cuatro desembocan en el mar de la fertilidad". Yukio Mishima.
Definido por el propio grupo como "una especie de disco de vinilo de los ochenta con forma de CD con sonidos de pop británico del bailable", devolvió al grupo el éxito comercial tras el declive comercial en la década anterior.
El álbum tuvo una edición con doble CD, si bien, en la lucha contra la piratería, ambos CD contenían las mismas canciones pero nombrados diferentes: El Mío (Original) y El Tuyo (Copia).

## El álbum
El álbum de grandes éxitos Grandes Éxitos 1984 / 2000 fue un reset sonoro y comercial en la trayectoria del grupo. Según el propio grupo, les permitió repasar todos los sonidos de su trayectoria y recuperar aquellos que les parecieron más atractivos.
"Más que un tributo es una vuelta a nuestras raíces. En 20 años, hay muchas veces en que te tienes que reinventar y creo que la enfermedad de los grupos es el aburrimiento. La Unión ha huido del aburrimiento de una manera alocada, incluso metiéndose en caminos estilísticos que no tenían nada que ver con el grupo. El disco recopilatorio nos obligó a revisarnos y nos dimos cuenta de que con el lenguaje y los sonidos con los que realmente disfrutábamos era con los de los 80" Rafa Sánchez
La producción corrió a cargo del propio grupo y de Amando Cifuentes, ex componente de Los Elegantes.
El primer sencillo fue Vuelve el amor, que tuvo un videoclip oficial. Adicionalmente se lanzaron remezclas del tema llevadas a cabo por Pumpin' Dolls y JS Flying.

### Legado
Las canciones Vuelve El Amor y Buenos Tiempos fueron incluidas en el recopilatorio Colección Audiovisual 1984 - 2004. 
Posteriormente, del álbum tan solo Vuelve El Amor, la canción más recordada, aparece remezclada tanto en el álbum Love Sessions como en el álbum Hip.Gnosis e incluida en directo en el álbum En concierto... No estamos solos.

A pesar del éxito de este álbum, El mar de la fertilidad supuso el comienzo del final del grupo. A partir de este álbum, las relaciones se tensaron y dejó de existir química compositiva entre los componentes. Tuvieron que pasar ocho años hasta un nuevo intento, con el álbum Big Bang en el que confirmaron que el proyecto estaba tocado y abocado al final, de forma que Big Bang a la postre sería el último álbum del trío. 
"Poco a poco,
todo aquello en que creí
ha dejado de existir.
La Magia se acabó,
¿o he cambiado yo?
La magia se llevó
una parte importante de mis sueños
y con ellos la ilusión."

La Magia se acabó (Big Bang)

## Lista de canciones
1. Buenos Tiempos (L. Bolín*, M. Martínez*, R. Sánchez*) - 4:10
2. Vuelve El Amor (L. Bolín*, M. Martínez*, R. Sánchez*) - 4:51
3. Encerrado (L. Bolín*, M. Martínez*, R. Sánchez*) - 4:10
4. Suave (L. Bolín*, M. Martínez*, R. Sánchez*) - 4:46
5. Un Año Más (L. Bolín*, M. Martínez*, R. Sánchez*) - 3:55
6. En Un Segundo (L. Bolín*, M. Martínez*, R. Sánchez*) - 3:51
7. Luces Y Coches (L. Bolín*, M. Martínez*, R. Sánchez*) - 4:52
8. Polvo De Estrellas (L. Bolín*, M. Martínez*, R. Sánchez*) - 4:27
9. Claro De Luna (L. Bolín*, M. Martínez*, R. Sánchez*) - 4:02
10. Allí Estaré (L. Bolín*, M. Martínez*, R. Sánchez*) - 3:57
11. Faltabas Tú (L. Bolín*, M. Martínez*, R. Sánchez*) - 3:16

## Créditos
- Luis Bolín - Bajo y voz
- Mario Martinez - Guitarra
- Rafa Sánchez - Voz